# Francesco Accolti
Pour les articles homonymes, voir Accolti.
Francesco Accolti (ou Franciscus Accoltus), né le plus probablement en 1416 ou 1417 à Arezzo et mort en mai 1488 à Sienne,, est un juriste italien du XVe siècle, frère de Benetto.

## Biographie

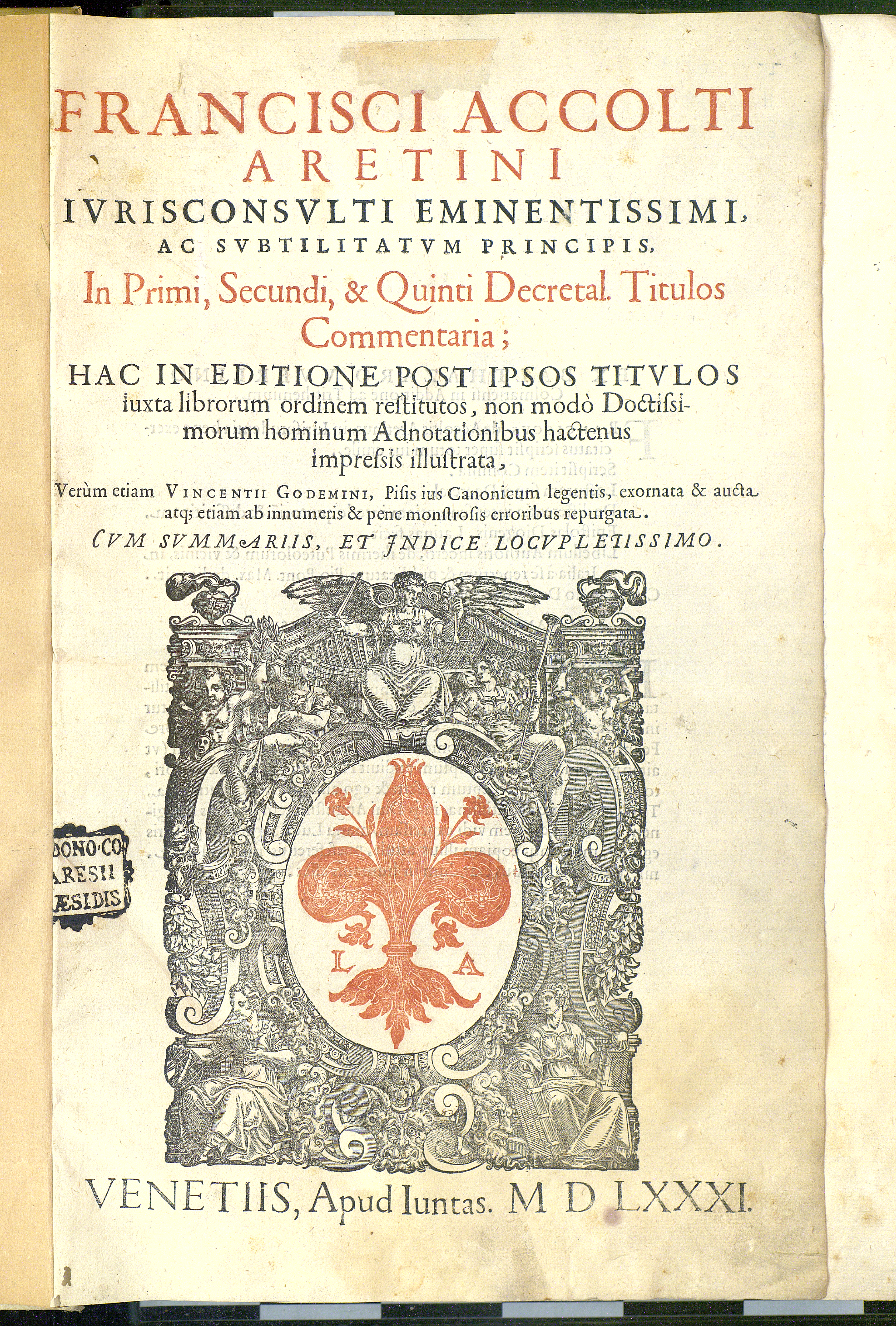
In primi, secundi et quinti Decretalium titulos commentaria, 1581.

Francesco Accolti fut le premier jurisconsulte de son siècle. 

## Œuvres
- S. Chrysostomi Homiliæ in Evangelium S. Joannis, interprete Fr. Aretino, Romæ, 1470, in-fol. : Érasme, dans deux de ses lettres, accusa de peu de fidélité cette traduction, et son auteur, de peu de connaissances dans la langue grecque.
- Phalaridis Epistolæ, Fr. Aretino interprete (Romæ, Ulric. Han. circa 1469), in-8°, édition princeps (Parisiis), Michel Fritburger, etc., 1471, in-8°, avec les Épîtres de Brutus et celles de Cratès (circa 1474), in-4°, 1475, in-8°, Tarvisii, 1471, in-4°, traduction latine, traduite elle-même en italien par Bartolomeo Fonzio, Florentin, et publiée la même année, 1471, in-4°.
- Diogenis cynici philosophi Epistolæ, Fr. Aretino interprete : cette traduction est ordinairement réunie à la précédente, et à d’autres traductions latines des Lettres supposées de Brutus et de Cratès le cynique, sous le titre commun d’Epistolæ cynicæ, etc.
- Authoris incerti Libellus de Thermis Puteolorum, et vicinis in Italia, a Fr. de Accoltis Aretino repertus, publicatus, etc., Napoli, 1475, in-4° : on voit, par ce titre même, que Fr. Accolti ne fut que l’éditeur de cet ouvrage qu’il avait trouvé, et dont il ignorait l’auteur ; la plupart des bibliographes le lui ont attribué par erreur.
- Consilia seu Responsa, Pisæ, 1481 : ce sont cent-soixante-cinq consultations sur des questions de droit.
- Commentaria super lib. II Decretalium, Bononiæ, 1481.
- Commentaria, Papiæ, 1493, in-fol. : ces derniers commentaires sont encore un ouvrage de jurisprudence. Il cultiva aussi la poésie italienne ; on conserve en manuscrit plusieurs de ses productions poétiques, dans les bibliothèques Chigi et Strozzi. Crescimbeni en a tiré quelques sonnets, qu’il a insérés dans son Histoire de la poésie vulgaire. Ses Lettres latines sont conservées à Milan dans la Bibliothèque Ambrosienne.